# Nebalia borealis
Nebalia borealis is een kreeftachtigensoort uit de familie van de Nebaliidae. De wetenschappelijke naam van de soort is voor het eerst geldig gepubliceerd in 1985 door Dahl.